# IC 2458
IC 2458 је лентикуларна галаксија у сазвјежђу Велики медвјед која се налази на листи објеката дубоког неба у Индекс каталогу.
Деклинација објекта је + 64° 14' 18" а ректасцензија 9h 21m 30,2s. Привидна величина (магнитуда) објекта IC 2458 износи 14,5 а фотографска магнитуда 15,4. Налази се на удаљености од 24,7 милиона парсека од Сунца. IC 2458 је још познат и под ознакама NGC 2820A, MK 108, MCG 11-12-5, UGCA 159, CGCG 312-4, 7ZW 276, PGC 26485.